# Antigua e Barbuda ai Giochi della XXIV Olimpiade
Antigua e Barbuda partecipò ai Giochi della XXIV Olimpiade, svoltisi a Seul, Corea del Sud, dal 17 settembre al 2 ottobre 1988, con una delegazione di 15 atleti impegnati in quattro discipline.

## Delegazione
| Sport            | Uomini | Donne | Totale |
| ---------------- | ------ | ----- | ------ |
| Atletica leggera | 7      | 3     | 10     |
| Ciclismo         | 2      | -     | 2      |
| Pugilato         | 2      | -     | 2      |
| Vela             | 1      | -     | 1      |
| Totale           | 12     | 3     | 15     |

## Risultati

### Atletica leggera
| Q | Qualificato al turno successivo per la posizione in qualificazione                                                           |
| q | Qualificato per il turno successivo per ripescaggio o, negli eventi su campo, conquistando la misura minima per qualificarsi |

Maschile
Eventi su pista e strada
| Atleta                                                      | Evento                | Batteria | Batteria  | Quarti di finale | Quarti di finale | Semifinali      | Semifinali      | Finale          | Finale          |
| Atleta                                                      | Evento                | Tempo    | Posizione | Tempo            | Posizione        | Tempo           | Posizione       | Tempo           | Posizione       |
| ----------------------------------------------------------- | --------------------- | -------- | --------- | ---------------- | ---------------- | --------------- | --------------- | --------------- | --------------- |
| St. Clair Soleyne                                           | 100 m                 | 11"17    | 8º        | non qualificato  | non qualificato  | non qualificato | non qualificato | non qualificato | non qualificato |
| Howard Lindsay                                              | 200 m                 | 22"60    | 65º       | non qualificato  | non qualificato  | non qualificato | non qualificato | non qualificato | non qualificato |
| Alfred Browne                                               | 400 m                 | 48"92    | 8º        | non qualificato  | non qualificato  | non qualificato | non qualificato | non qualificato | non qualificato |
| Oral Selkridge                                              | 400 m ostacoli        | 53"44    | 7º        | non qualificato  | non qualificato  | non qualificato | non qualificato | non qualificato | non qualificato |
| Dale Jones                                                  | 800 m                 | 1'49"31  | 5º        | non qualificato  | non qualificato  | non qualificato | non qualificato | non qualificato | non qualificato |
| Dale Jones                                                  | 1500 m                | 3'51"22  | 42º       | non qualificato  | non qualificato  | non qualificato | non qualificato | non qualificato | non qualificato |
| St. Clair Soleyne Alfred Browne Howard Lindsay Larry Miller | Staffetta 4×100 metri | 41"18    | 6ª        | non qualificato  | non qualificato  | non qualificato | non qualificato | non qualificato | non qualificato |
| Howard Lindsay Alfred Browne Oral Selkridge Larry Miller    | Staffetta 4×400 metri | 3'11"04  | 6ª        | non qualificato  | non qualificato  | non qualificato | non qualificato | non qualificato | non qualificato |

Eventi su campo
| Atleta       | Evento         | Qualificazioni | Qualificazioni | Finale          | Finale          |
| Atleta       | Evento         | Distanza       | Posizione      | Distanza        | Posizione       |
| ------------ | -------------- | -------------- | -------------- | --------------- | --------------- |
| James Browne | Salto in lungo | 7,67           | 17º            | non qualificato | non qualificato |

Femminile
Eventi su pista e strada
| Jocelyn Joseph    | 200 m  | 23"57   | 4ª Q | 23"59           | 7ª              | non qualificata | non qualificata | non qualificata | non qualificata | non qualificata | non qualificata |
| Barbara Selkridge | 400 m  | 55"96   | 7ª   | non qualificata | non qualificata | non qualificata | non qualificata | non qualificata | non qualificata |                 |                 |
| Laverne Bryan     | 800 m  | 2'12"18 | 7ª   | non qualificata | non qualificata | non qualificata | non qualificata | non qualificata | non qualificata |                 |                 |
| Laverne Bryan     | 1500 m | 4'39"73 | 26ª  | non qualificata | non qualificata | non qualificata | non qualificata | non qualificata | non qualificata |                 |                 |

### Ciclismo

#### Pista
Maschile
| Atleta     | Evento                  | Posizione | Risultato |
| ---------- | ----------------------- | --------- | --------- |
| Neil Lloyd | Chilometro a cronometro | 1'18"324  | 30º       |

| Atleta     | Evento   | Qualificazione | Qualificazione | Round 1          | R1              | Round 2          | R2              | Round 3          | R3              | Quarti               | Semifinale           | Finale / FB          | Finale / FB |
| Atleta     | Evento   | Tempo Velocità | Pos.           | Avversario Tempo | Tempo           | Avversario Tempo | Tempo           | Avversario Tempo | Tempo           | Avversario Risultato | Avversario Risultato | Avversario Risultato | Pos.        |
| ---------- | -------- | -------------- | -------------- | ---------------- | --------------- | ---------------- | --------------- | ---------------- | --------------- | -------------------- | -------------------- | -------------------- | ----------- |
| Ira Fabian | Velocità | 12.817         | 25º            | Non qualificato  | Non qualificato | Non qualificato  | Non qualificato | Non qualificato  | Non qualificato | Non qualificato      | Non qualificato      | Non qualificato      | 25º         |

| Atleta     | Evento        | Qualificazioni | Qualificazioni | Finale          | Finale          |
| Atleta     | Evento        | Risultato      | Posizione      | Risultato       | Posizione       |
| ---------- | ------------- | -------------- | -------------- | --------------- | --------------- |
| Neil Lloyd | Corsa a punti | DNF            | DNF            | non qualificato | non qualificato |

### Pugilato
Maschile
| Atleta         | Evento               | Sedicesimi                 | Ottavi di finale                 | Quarti di finale     | Semifinali           | Finale               | Pos.            |
| Atleta         | Evento               | Avversario Risultato       | Avversario Risultato             | Avversario Risultato | Avversario Risultato | Avversario Risultato | Pos.            |
| -------------- | -------------------- | -------------------------- | -------------------------------- | -------------------- | -------------------- | -------------------- | --------------- |
| Lionel Francis | Pesi gallo (-54 kg)  | Ndaba Dube (ZIM) P (RSC-2) | non qualificato                  | non qualificato      | non qualificato      | non qualificato      | non qualificato |
| Daryl Joseph   | Pesi welter (-67 kg) | Bye                        | Adewale Adgebusi (NIG) P (TKO-1) | non qualificato      | non qualificato      | non qualificato      | non qualificato |

### Vela
Maschile
| Atleta     | Evento              | Gara | Gara | Gara | Gara | Gara | Gara | Gara | Punti | Posizione |
| Atleta     | Evento              | 1    | 2    | 3    | 4    | 5    | 6    | 7    | Punti | Posizione |
| ---------- | ------------------- | ---- | ---- | ---- | ---- | ---- | ---- | ---- | ----- | --------- |
| Eli Fuller | Tavola II Divisione | YMP  | 30º  | 36º  | 36º  | Rit  | 34º  | 24º  | 228   | 31º       |